# Oh, diese Frauen
Oh, diese Frauen (Originaltitel: Les femmes) ist eine französisch-italienische Filmkomödie von Jean Aurel aus dem Jahre 1969 mit Maurice Ronet und Brigitte Bardot in den Hauptrollen. Seine Uraufführung erlebte das Werk am 7. November 1969 in Frankreich. In Deutschland konnte man den Film erstmals am 5. Juni 1970 im Kino sehen.

## Handlung
Der Schriftsteller Jérôme hat seinen großen Erfolg den Frauen zu verdanken, die ihn zu immer neuen Liebesromanen inspirieren. Doch nun hat er die amourösen Abenteuer satt, und sein Verleger befürchtet schon ein Versiegen der bisher unerschöpflichen Quellen. Er gibt ihm deshalb die attraktive Blondine Clara als Sekretärin mit auf die Reise aufs Land, wo er wieder Kraft zum Schreiben schöpfen soll. Clara ist nicht nur in der Lage, das neueste Werk in die Maschine zu tippen, sondern auch die erotischen Ermüdungserscheinungen des Autors zu vertreiben. Der Film erzählt nun die Reise im Trans-Europ-Express von Paris nach Rom, wobei die Handlung, die zumeist um Streitigkeiten und Eifersüchteleien zwischen dem Schriftsteller und seiner Sekretärin besteht, durch eingeblendete Liebesszenen aus der Vergangenheit des Autors aufgelockert wird.

## Kritik
„Der als Komödie gedachte Film zählt nicht zu den stärksten Werken von Jean Aurel […]: klischeehafte Routineunterhaltung.“

„Eine öde und langatmige Aneinanderreihung von Liebes- und Bettszenen in einem französischen Film, der lediglich durch seinen Mangel an Charme, Esprit und Witz zu überraschen vermag. Gänzlich überflüssig.“

„Mäßig amüsantes Brigitte-Bardot-Vehikel. BB steht hier leider für: betulich und bieder.“